# Сэквилл, Ричард
Ричард Сэквилл (англ. Richard Sackville; ок. 1507 — 21 апреля 1566) — английский дворянин и политический деятель, дядя королевы Елизаветы I.

## Биография
Ричард Сэквилл был старшим сыном сэра Джона Сэквилла и его первой жены Маргарет Болейн, дочери сэра Уильяма Болейна. В юности поступил в Кембриджский университет, но покинул его, чтобы начать карьеру в качестве юриста.
В течение нескольких лет Ричард занимал несколько административных должностей, включая заместителя казначея и эскитора Сассекса и Суррея в 1541—1542 годах.
В 1544 году вместе с отцом приобрёл ряд монастырских земель в разных частях Англии, которые после продажи принесли его семье высокие доходы. Через четыре года, в 1548 году Ричард был назначен лордом-канцлером Канцлерского суда, должность которого занимал до октября 1553 года, пока не был уволен по неизвестным причинам.
С 1547 по 1563 годы Ричард неоднократно избирался в парламент от нескольких избирательных округов. В 1550 году он был назначен лордом-лейтенантом Сассекса, должность которого занимал до конца жизни. Во время правления своей племянницы Елизаветы I Ричард был назначен канцлером казначейства, должность которого занимал до конца жизни.
Скончался 21 апреля 1566 года в возрасте около 60 лет.

## Семья
Был женат на леди Уинифред Бриджес, дочери сэра Джона Бриджеса, у супругов было двое детей:
- сэр Томас Сэквилл (1536 — 19 апреля 1608), 1-й барон Бакхерст (1567—1608), 1-й граф Дорсет (1604—1608)
- леди Анна Сэквилл (ум. 1595), супруга Грегори Файнса (1539—1594), 10-го барона Дакр (с 1559).